# Линукс
 Тази статия е за комбинацията от GNU (или други програми) и Linux.  За ядрото вижте Linux (ядро).  
Linux или [GNU]/Linux (вж. § Противоречия за наименованието) е общото название на всички операционни системи, основаващи се на ядрото „Linux“ (Linux kernel) и системните инструменти и библиотеки, обикновено от проекта GNU. Повечето от тези операционни системи се наричат Linux дистрибуции, но Фондацията за свободен софтуер използва наименованието GNU/Linux, за да подчертае значимостта на GNU софтуера, което предизвиква известни противоречия. Linux е флагман и един от най-известните представители на свободния софтуер и софтуера с отворен код (F(L)OSS – free software, libre software, and open-source software).
Официалния талисман/емблема на Linux е пингвин на име Тъкс (на английски: Tux) и е създадена от Лари Юинг (Larry Ewing) през 1996 г. Идеята за емблемата идва от Линус Торвалдс, създателят на Linux – той е ухапан от пингвин, когато е бил в Австралия.

## История
Проектът и движение GNU, чиято цел е създаване на нова операционна система свободен софтуер, е основан от Ричард Столман през 1984 г. Системата съдържа голям брой инструменти и програми, например компилатори, текстови редактори и сървъри. Софтуерът се разпространява с лиценза GNU GPL, което гарантира бъдещата му свободна достъпност. През 1991 г. към почти завършената операционна система е добавено ядрото Linux, написано от Линус Торвалдс. С Linux, GNU става напълно работеща операционна система и това спомага за бързото ѝ разпространение.

- Ричард Столман
- Линус Торвалдс

## Дистрибуции
Различните Linux дистрибуции са насочени към различни целеви потребителски групи. Могат да се различават по графичния интерфейс, който използват, приложните програми, които идват при инсталацията, системните инструменти, които използват (напр. мениджъри на пакети), както и по много други показатели.

### Десктоп-насочени дистрибуции
Десктоп-насочените (т.е. насочени към употреба с настолни компютри, лаптопи и нетбукове, най-често използващи процесори x86 или по-новите x86_64) Linux дистрибуции са тези дистрибуции, които са предвидени за крайни потребители на персонални компютри в дома или офиса, пакетирани с разнообразни приложни програми, често и несвободни кодеци и драйвери. Отдолу са изброени някои от тях:

#### Ubuntu
Ubuntu е една от най-популярните дистрибуции, чиято цел е да предостави безплатна, бързо стартираща, лесна за използване, поддържаща повечето езици и достъпна за всички Linux дистрибуция. Думата „Ubuntu“ означава „човечност“ на езика зулу.
Официални подпроекти на Ubuntu са Kubuntu, Xubuntu и Lubuntu. По подразбиране Ubuntu пристига с графична среда GNOME, докато Kubuntu e с KDE, Xubuntu с Xfce, а Lubuntu с LXDE. Това е единствената разлика между тях. Друг официален подпроект е Edubuntu, която включва много образователен софтуер. Благодарение на спонсора си, Canonical Ltd., компания, собственост на основателя на Ubuntu – Марк Шътълърт, инсталационни Live CD се разпращат безплатно до целия свят..

#### Debian и производни на Debian
Debian е една от най-старите и най-стабилни дистрибуции на Linux и предоставя версии за многопроцесорни архитектури.
Името на тази Linux дистрибуция произлиза от сливането на името Дебра (на английски: Debra), бивше гадже на основния ѝ създател, и неговото име, Иън (на английски: Ian). Иън умира при странни обстоятелства, свързани с антиправителствени коментари спрямо правителството на САЩ и специалните служби на САЩ, но делото му е продължено от огромната общност на Debian.
Debian е стабилна дистрибуция − пакетите са по-стари, но по-стабилни.
Освен стабилната версия, се поддържат, и старата и още по-старата версии.
Известни Linux дистрибуции, производни на Debian, са Devuan (Debian, но без спорната програма <script>systemd</script>, която се използва за стартиране на Linux), както и ориентираната за десктоп употреба дистрибуция MX Linux (която има и сестринска Linux дистрибуция, наречена AntiX Linux, която е предназначена за по-стар и по-немощен хардуер, по подобие на друга известна Linux дистрибуция – Puppy Linux Ubuntu).

#### УСУ
УСУ (USU) е българска операционна система, базирана на Ubuntu. Първата ѝ версия е създадена през 2008 г. Идеите, заложени в него, са приети и доразвити в стремежа да се предложи завършена среда от операционна система и побрани полезни приложения за употреба в образователната сфера и за ежедневни нужди. Понастоящем са предлагани три варианта на УСУ:
- УСУ Десктоп – вариант с най-голямо количество допълнителен софтуер, с поставен акцент върху образователните приложения. Подходящ за използване в домашни условия и в учебни заведения.
- УСУ Мини – основен вариант на УСУ, съдържащ само най-необходимите приложения на ежедневна употреба, както и всички характерни особености на УСУ. Подходящ за използване в домашни условия и от бизнеса.
- УСУ Нетбук – вариант на УСУ Мини, оптимизиран за използване върху системи с малък екран и ограничено дисково пространство, като нетбук и неттоп системи.

#### Mandriva
Mandriva е френско-бразилска дистрибуция, получена при сливането на бившите Mandrake и Conectiva. Предлага се в три варианта:
- Mandriva One – Свободно Live CD за пробване и инсталация
- Mandriva PowerPack – платена версия, съдържаща някои комерсиални драйвери, кодеци и програми.
- Mandriva Flash – USB Flash устройство, от което се зарежда операционната система.

Системата притежава мощен контролен център, като така от една програма се настройва цялата система, което е голямо улеснение за начинаещи потребители. Предлага се перфектно реализирана поддръжка на системи с 64-битова архитектура. Mandriva е преведена на над 70 езика  и може лесно да бъде настроена да работи с всеки един от тях.

#### PCLinuxOS
PCLinuxOS, често съкращавана до PCLOS, е друга известна потребителски-насочена Linux дистрибуция. Ползва KDE за работна среда, като съществува и версия с GNOME, наречена „PCLinuxOS Gnome“, поддържана от обществото. Слоганът на дистрибуцията е „Radically Simple“ (англ. – „радикално просто“). Базирана е на Mandriva, като са запазени най-добрите черти от нея – например контролният център. Основната разлика е, че PCLinuxOS използва apt за пакетен мениджър. Към момента PCLOS има версия единствено за 32-битови системи и не се очаква поддръжка на 64-битови.

#### openSUSE
OpenSUSE е обществен проект, спонсориран от компаниите Novell и AMD,  пряк наследник на германската дистрибуция S.u.S.E, започнала като превод на Slackware. Името е акроним от Software-und System-Entwicklung (немски: Разработване на софтуер и система).
През 2003 г. S.u.S.E Linux е закупена от Novell, след което настъпват големи промени в лицензите, насоката на работа и развитието на дистрибуцията. Оформят се различни дистрибуции, базирани на SuSE, които се предлагат комерсиално от компанията, а като обществен проект е отделен openSUSE, пряко спонсориран от Novell.
Сред предимствата на системата са мощен инструмент за системна администрация – YaST и бързото въвеждане на всякакви иновационни технологии. Напоследък отношението към системата стана по-отрицателно от страна на потребителите след лицензната сделка между Novell и Microsoft. 
Linux дистрибуцията openSUSE Linnux има силна подкрепа в Германия и сред немскоезичните потребители на Linux.

#### Fedora
Fedora е съвременен технологичен и обществен проект, създаден след като компанията Red Hat Inc. решава да остави Red Hat като наименование само за комерсиалните си предложения. Red Hat Inc. е основен спонсор на дистрибуцията и много от нейните служители допринасят и за този проект. Fedora е известна с характерното и за Red Hat изключително високо ниво на сигурност, технологично високо ниво на дистрибуцията и т.н.

### Сървърни дистрибуции
За сървъри могат да се използват не само специализираните дистрибуции, разглеждани в тази секция, но и версии на много от посочените по-горе, използвани по-често за десктоп дистрибуции. Например Ubuntu се разработва отделно и сървърно издание. Също така голяма сървърна популярност имат системите с общо предназначение Debian, Slackware и Gentoo, които са разглеждани в следващата секция.

#### Red Hat Enterprise Linux
Red Hat Enterprise Linux е Linux дистрибуция, разработвана от Red Hat Inc. и насочена към комерсиалния пазар. Red Hat поддържат всяка версия на своя продукт 10 години след всяко издание. Официалната поддръжка на Red Hat, тяхното обучение и сертификационна програма се центрират върху Red Hat Enterprise Linux платформата. Името на системата е често съкращавано до RHEL, но Red Hat са противници на това.

#### CentOS
CentOS е свободна Linux дистрибуция, базирана на Red Hat Enterprise Linux (RHEL). Този проект цели да бъде 100% бинарно съвместим с комерсиалния продукт, следвайки неговата политика на развитие. Името на системата CentOS означава Community ENTerprise Operating System.
Red Hat Enterprise Linux (RHEL) е съставена от свободен софтуер, но е използваема в бинарна форма (като на компакт диск) само за плащащи абонати. Поради изискванията, Red Hat разпространява целия изходен код на продукта публично, съгласно условията на GNU General Public License и други лицензи. Разработчиците на CentOS използват този код, за да създадат финален продукт, който е много подобен на RHEL. CentOS е свободно достъпна за изтегляне и използване, но не е поддържана от Red Hat. Има и други дистрибуции, базирани на кода на RHEL, но CentOS по принцип е тази най-съпътстваща промените на Red Hat.

#### Suse Linux Enterprise Server
Suse Linux Enterprise Server (SLES) е Linux дистрибуция, разработвана от Novell, насочена към комерсиалния пазар. Насочена е към сървъри, като за десктоп компютри Novell разработва отделен комерсиален продукт – Suse Linux Enterprise Desktop. Нови главни версии се издават в интервал от 24 – 36 месеца, докато по-малките версии (наречени сервизни пакети) се издават на всеки 9 – 12 месеца. SUSE Linux Enterprise продуктите са тествани много повече от другите SUSE Linux продукти с намерението, че само зрели, стабилни версии на включените компоненти ще стигнат до крайния продукт.

### Дистрибуции с общо предназначение

#### Debian
Debian е гъвкава широкообхватна стабилна дистрибуция, използвана и за десктоп работа, и за сървъри. Тя се състои изцяло от свободен софтуер. Разработва се от доброволци от целия свят и се издържа чрез дарения. Освен за ядрото Linux, Debian е налична и за GNU Hurd. Налична е за следните архитектури: alpha, amd64 (x86-64), arm, hppa, i386 (~x86), ia64, mips, mipsel, powerpc, sparc.

#### Cross Linux from Scratch
Cross Linux form Scratch всъщност е книга, която дава нужните инструкции за това как да се създаде базова Linux дистрибуция само с команден ред. CLFS поддържа широк набор от процесори и използва сложни техники, като построени в различна среда инструменти, съвместна работа на 32- и 64-битови библиотеки и алтернативни хардуерни архитектури като x86-64, Itanium, SPARC, MIPS, and DEC Alpha.
CLFS нито предлага, нито използва пакетен мениджър. Всички изисквани пакети за построяването на базовата CLFS система са изходен код, пакетиран като tarball архиви и компресиран с bzip или gzip. По същият начин всички пакети, които допълнително ще бъдат добавени към базовата система, като X11, графична среда, офис система и т.н., се създават от изходен код. Инструкции за създаването на над 900 допълнителни пакета могат да бъдат намерени в уикито на Community Beyond Linux from Scratch.

#### Slackware
Slackware е една от първите Linux дистрибуции и най-старата все още поддържана такава. В нея почти липсват каквито и да са специализирани инструменти, което я предпазва от възникване на бъгове. Това е и една от причините Slackware да е една от най-стабилните дистрибуции. Конфигурацията ѝ се извършва изцяло с редактиране на текстови файлове и за Slackware се казва „Ако знаеш Slackware – знаеш Linux. Ако знаеш Red Hat – знаеш Red Hat.“ . Системата разполага със съвсем опростен мениджър на пакети, който не инсталира автоматично зависимостите. Името на дистрибуцията произлиза от английската дума Slack – мързел. Дадено ѝ е, за да не се създава впечатление в началото, че проектът е сериозен. По-късно, когато проектът реално става сериозен, името се запазва.
Slackware се предпочита както от десктоп-потребители, така и от много системни администратори за техните сървъри, поради голямата гъвкавост и стабилност на системата. Тя не е подходяща за начинаещи потребители поради сложното конфигуриране и инсталиране на пакети.

#### Gentoo
Дистрибуцията Gentoo („Генту“), кръстена на субантарктическите пингвини, на английски: Gentoo penguins, се основава на използване на пакетния мениджър (мениджъра за пакети) Portage. Той е създаден с идеята да бъде модулен, портативен (преносим), лесен за поддръжка, гъвкав и оптимизиран за потребителската машина. Пакетите обикновено се създават от изходен код, въпреки че за удобство някои големи софтуерни пакети са също така достъпни като готово компилирани бинарни файлове за различни архитектури.
Въпреки че Gentoo Linux дистрибуцията е създадена за x86 архитектура, тя е била пригодена за много други и може да работи върху x86, x86-64, IA-64, PA-RISC; PowerPC, PowerPC 970, SPARC64, MIPS, DEC Alpha, System Z/s390, PS3 клетъчни процесори и SuperH. Официалната поддръжка за 32-битов Sparc хардуер е прекратена.

#### Arch Linux
Arch Linux е много известна Linux дистрибуция за процесори с архитектура x86-64 от Intel и AMD. Известна е с много подробното си и полезно уики, както и със системата си с най-нови пакети с нови програми, наречена AUR (Arch Linux Users Repository).
Една от известните Linux дистрибуции, производни на Arch Linux, е ArtiX Linux (да не се бърка с AntiX Linux).

## Противоречия за наименованието
Фондацията за свободен софтуер настоява дистрибуциите, които използват компонентите на операционната система GNU (започната от Ричард Столман през 1984 г.) да се назовават GNU/Linux или GNU+Linux. Подадената причина е, че „Linux“ е името на ядрото, на което се изпълняват програмите на GNU. Ядрото не може да работи само по себе си и същото се отнася за инструментите GNU. Като се използват заедно те правят напълно работеща операционна система. Понеже Linux не е част от проекта GNU, е най-добре, ако се спомене отделно. Ако се използват инструментите с GNU Hurd, ще се казва само „GNU“, понеже ядрото е част от проекта GNU. В статия по въпроса, написана лично от Ричард Столман, се казва:
| „                                | Проектът GNU е идеалистичен и всеки, който насърчава идеализма, днес е изправен пред огромно препятствие: преобладаващата идеология окуражава хората да отхвърлят идеализма като „непрактичен“. Нашият идеализъм е бил изключително практичен: това е причината да имаме свободна операционна система GNU/Linux. Хората, които обичат тази система, би трябвало да знаят, че тя е нашият идеализъм, реализиран на практика. | “ |
| Ричард Столман – Защо GNU/Linux? | |   |

Въпреки становището на Фондацията за свободен софтуер, по-голяма част от наличните дистрибуции (например Ubuntu, СуСе) наричат себе си само „Linux“. Други, като Debian и Arch Linux, държат на наименованието „GNU/Linux“.

### Българските Linux дистрибуции
Много ентусиасти от България (българоезични българи) са правили самоделни Linux дистрибуции, но малко са станалите популярни и масово налични за
изтегляне. Освен проектите BGoffice, chitanka.info, IDI spellchecker и различни програми електронни речници и системи за проверка на правописа (като ItaEst и други), единствените значими български Linux дистрибуции са (това не включва българоезичните преводи на други Linux дистрибуции и българските преводи на отделни програми и преводите на средите за работен плот за Linux (Linux desktop environments)):
- ((en)) УСУ (USU Linux) – изцяло локализирана българска ОС, базирана на популярната GNU/Linux дистрибуция Ubuntu и поддържана от доброволци.
- „Свободна култура и Свободен софтуер“ – уеб портал, посветен на свободния софтуер. Поддържа се от екипа на българската Linux дистрибуция УСУ (USU).
- ((en)) StotinkaOS – StotinkaOS е втората сериозна българска (и българоезична) Linux дистрибуция (към 30 февруари 2020 г. проектът е прекратен/замразен, но хранилищата му в GitHub.com са все още изцяло налични).
- ((en)) MinimalLinux Live – minimal.linux-bg.org Архив на оригинала от 2020-02-08 в Wayback Machine. – MinimalLinux Live е 3-тата българска Linux дистрибуция. Тя е малка, за целите на образователната сфера и самообучението е и е специално пригодена за студенти ентусиасти.
- ((en)) linux.com
- ((en)) – Фондацията на Linux
- ((en)) Linux Online – новини за Linux ядрото и GNU/Linux дистрибуциите.
- ((en)) DistroWatch – списък на всички Linux дистрибуции и новини за почти всички GNU/Linux дистрибуции.
- ((en)) – Огледала (синхронизирани идентични резервни копия на файлове на други сървъри на други места) за изтегляне на голям брой Linux дистрибуции.
- ((en)) Linux ISOs Архив на оригинала от 2005-01-23 в Wayback Machine..
- ((en)) Официалната страница на проекта GNU.
- ((en)) Официалната уебстраница на „Фондация за свободен софтуер“ (Free Software Foundation, FSF)
- ((en)) opensource.org
- Linux и GNU от Ричард Столман.
- ((en)) linuxtracker.org – Linux Tracker, Bittorrent Download (един от многото уебсайтове, от които може да се свалят GNU/Linux дистрибуции чрез торенти).
- ((en)) shots.osdir.com Архив на оригинала от 2006-04-15 в Wayback Machine. – screenshots (скрийншотове) на различните GNU/Linux дистрибуции.
- ((en)) Distro Quiz Архив на оригинала от 2005-12-11 в Wayback Machine..
- ((en)) Linux Distribution Chooser Архив на оригинала от 2009-05-23 в Wayback Machine. – онлайн приложение в помощ на затрудняващите се да си изберат някоя определена GNU/Linux дистрибуция. Включва сравнителни таблици на повечето популярни дистрибуции.
- ((en)) Родословно дърво на GNU/Linux.
- ((en)) The Jargon File (v4.4.7) (The New Hacker's Dictionary, by E. S. Raymond)
- The Original Hacker's Dictionary
- ((en)) - TLDP (The Linux Documentation Project)
- ((en)) - Linux FAQs (Често задавани въпроси за Linux)

### Списъци с текстовете налицензизасофтуер, най-вече тези засвободен софтуер
- www.gnu.org
- opensource.org
- - the SPDX List of Software Licenses.
- - Software Licenses in Plain English (Lookup popular software licenses summarized at-a-glance).